# Zollingeria dongnaiensis
Zollingeria dongnaiensis är en kinesträdsväxtart som beskrevs av Jean Baptiste Louis Pierre. Zollingeria dongnaiensis ingår i släktet Zollingeria och familjen kinesträdsväxter. Inga underarter finns listade i Catalogue of Life.